# Asarum pulchellum
Asarum pulchellum Hemsl. – gatunek rośliny z rodziny kokornakowatych (Aristolochiaceae Juss.). Występuje naturalnie w środkowych i południowych Chinach – w prowincjach Anhui, Kuejczou, Hubei, Jiangxi, Syczuan oraz w północno-zachodnim Junnanie.

## Morfologia
PokrójBylina tworząca kłącza. Pędy są silnie omszone.
LiścieZebrane w pary, mają kształt od owalnie sercowatego do owalnego. Mierzą 5–8 cm długości oraz 5–9,5 cm szerokości. Są owłosione. Blaszka liściowa jest o sercowatej nasadzie i ostrym lub spiczastym wierzchołku. Ogonek liściowy jest owłosiony, ma białawą barwę i dorasta do 10–20 cm długości.
KwiatySą promieniste, obupłciowe, pojedyncze. Okwiat ma dzbankowato cylindryczny kształt i purpurową barwę z zewnętrznej strony oraz białawą od wewnątrz, dorasta do 1–2 cm długości oraz 1–1,5 cm szerokości. Listki okwiatu mają trójkątny kształt i są odwinięte. Kwiaty mają 9–12 pręcików. Zalążnia jest dolna ze zrośniętymi słupkami.

## Biologia i ekologia
Rośnie w lasach mieszanych. Występuje na wysokości od 700 do 1700 m n.p.m. Kwitnie od kwietnia do maja.